# 流血播種
〈流血播種〉（英語：The Red Sowing）是美國奇幻劇情電視劇《龍族前傳》第二季的第七集。該集由大衛·漢考克（David Hancock）編劇，洛尼·佩里斯特雷執導，並於2024年7月28日在HBO和Max首播。
該集獲得大多數的正面評價，影評人稱讚其視覺效果、攝影技術、配樂、馴服沃米索爾和銀翼的場景以及演員的演出（尤其是艾瑪·達西、奥利维亚·库克、哈利·科利特和阿奇·巴恩斯）。

## 劇情

### 潮頭島
雷妮拉·坦格利安女王（艾瑪·達西 飾）在海灘直面剛成為馭龍者的船殼鎮的亞當（柯林頓·利伯蒂 飾），兩人的龍敘拉克斯（Syrax）和海煙（Seasmoke）各自跟在他們身後。雷妮拉質問亞當的目的，亞當隨即跪下並宣誓效忠她作為自己的女王。當被雷妮拉問及出身時，亞當隱瞞了科利斯是自己父親的事實，這樣雷妮拉就不會知道他潛在的瓦雷利亞血統。

### 君臨和御林
歐維爾大學士（庫爾特·埃吉亞萬（Kurt Egyiawan） 飾）為亞莉森·海塔爾太后（奧利薇亞·庫克 飾）治療君臨騷亂中受的手臂輕傷。亞莉森因為被解除御前會議職務而感到消沉，她決定到御林尋求慰藉。亞莉森帶走了一名御林鐵衛瑞卡德·索恩爵士（文生·雷根 飾）陪伴自己並表示可能永遠不會回來；兩人在樹林裡紮營，亞莉森隨後在湖中漂浮和游泳。
庭院裡，兩名御林鐵衛表面上因為煽動騷亂而被剝去白色斗篷，伊蒙德·坦格利安王子（伊旺·米切爾 飾）宣判兩人將到絕境長城成為守夜人；拉里斯·史壯伯爵（馬修·尼德姆 飾）觀看過程時，賈斯皮·威爾德伯爵（保羅·肯尼迪（Paul Kennedy） 飾）走近並帶來海煙有新馭者的消息，但指尚不清楚該馭者的身份，拉里斯建議賈斯皮不要將消息通報給伊蒙德。復康治療的體力消耗給伊耿·坦格利安二世國王（湯姆·格林-卡尼 飾）帶來極大的痛苦，歐維爾建議他需要多休息，但拉里斯卻催逼歐維爾加快他的康復速度。

### 谷地
雷娜·坦格利安小姐（菲比·坎貝爾 飾）帶着雷妮拉的兩個年幼兒子“少年”伊耿·坦格利安王子和韋賽里斯·坦格利安王子離開鷹巢城前往潘托斯，她在中途秘密離開隊伍去追蹤野龍。

### 赫倫堡
新任三叉戟河統治者奧斯卡·徒利公爵（阿奇·巴恩斯（Archie Barnes） 飾）與其他河間地貴族會面，他決定履行已故爺爺效忠雷妮拉作為韋賽里斯一世繼承人的誓言。然而，其他河間地貴族不僅懷疑年輕的奧斯卡的領導能力，而且還厭惡允許布萊伍德家族對布雷肯家族作出戰爭暴行的戴蒙·坦格利安親王（馬特·史密斯 飾）。為了贏得河間地貴族的支持，奧斯卡要求戴蒙主持正義，戴蒙於是親手將威廉·布萊伍德爵士（傑克·帕里-瓊斯（Jack Parry-Jones） 飾）斬首。後來，韋賽里斯·坦格利安一世（派迪·康斯丁 飾）再次出現在戴蒙的幻象中，並問戴蒙是否還願意承受王冠帶來的負擔。

### 龍石島
彌賽麗亞（水野索諾亞 飾）告訴雷妮拉與其研究貴族來尋找遠房的坦格利安後裔，倒不如在君臨尋找血緣關係更深厚的私生龍種。雷妮拉同意彌賽麗亞的提議，但兒子傑卡里斯·“小傑”·瓦列利昂王子（哈利·科利特 飾）卻質疑她的決定，表示私生子馭龍者會威脅坦格利安的合法性和他自己的繼承權，並透露他知道哈爾溫·史壯爵士是自己的親生父親；雷妮拉回應說這些私生子馭龍者值得尊重。科利斯·瓦列利昂伯爵（史提夫·陶森特 飾）派船殼鎮的埃林（阿布巴卡爾·薩利姆 飾）向君臨的艾琳達傳遞一則訊息。科利斯其後詢問埃林想不想像弟弟亞當一樣馴服一條龍，但埃林拒絕了。

### 君臨（續）
艾琳達·馬賽（喬丹·史蒂文斯（Jordon Stevens） 飾）收到彌賽麗亞關於在哪裡可以找到坦格利安私生子的指示，消息亦很快傳遍了整個城市。在酒館裡，兩個男人鼓勵經常吹噓自己有坦格利安血統的“白髮”烏爾夫（湯姆·班奈特 飾）加入其他龍種一起前往龍石島。然而，烏爾夫除了指自己腿部受傷外，亦對母親當時告訴自己的出身的說法表示懷疑而不願意前往。“鐵鎚”修夫（基蘭·貝 飾）因生病的女兒去世而感到悲痛，他告訴妻子凱特（埃洛拉·托爾奇亞 飾）自己想去龍石島，並聲稱自己的母親是在妓院工作的坦格利安家族成員，亦是韋賽里斯一世和戴蒙的姑母。幾十個坦格利安私生子在夜晚登上埃林組織的船隻前往龍石島。

### 龍石島（續）
雷妮拉打算迎接龍種時，龍石島的守龍人們譴責她將他們視為神明的龍託付給平民的決定後離開。雷妮拉在龍種面前召喚來沃米索爾（Vermithor），其中一個龍種席佛·丹尼斯（羅伯特·羅德（Robert Rhodes） 飾）第一個站出來嘗試馴服他；沃米索爾噴出龍焰將席佛燒死，隨後開始發動猛烈攻擊殺死了數十人。修夫最初避開了龍焰，但他為了救一個女人而選擇直接面對沃米索爾，最終沃米索爾接納他為自己的新馭者。烏爾夫在躲避沃米索爾的攻擊後逃進洞穴，卻在不知不覺間進入了銀翼（Silverwing）的巢穴；銀翼醒來後表現溫順，並很快接納他為自己的新馭者。

### 君臨和黑水灣
在一次御前會議上，賈斯皮正報告說戴倫·坦格利安王子和他的龍特賽里恩（Tessarion）差不多準備好加入戰爭時，突然間烏爾夫騎着銀翼飛過君臨使會議被打斷；伊蒙德立即衝去騎上瓦格哈爾（Vhagar）追擊他們。伊蒙德跟隨他們來到龍石島，但在看到三條準備好發起攻擊的成年龍沃米索爾、銀翼和敘拉克斯背上都有馭者後迅速撤退。

## 製作

### 編劇
〈流血播種〉由大衛·漢考克（David Hancock）編劇，是他繼〈火磨坊〉之後為《龍族前傳》編劇的第二集。該集標題指的是血龍狂舞時期名為“流血播種”的事件，幾個出身卑微的坦格利安私生子（龍種）在此期間成功馴服龍並加入了黑黨；“流血播種”在原著中又名“播種”（"the Sowing"）或“撒播龍種”（"the Sowing of the Seeds"）。

### 拍攝
該集由執行監製洛尼·佩里斯特雷執導，這是他首次為該劇執導。

### 演員
派迪·康斯丁繼上一集之後以未記名的形式再次客串飾演韋賽里斯·坦格利安一世國王（King Viserys I Targaryen）。

## 迴響

### 評價
該集獲得大多數的正面評價。根据評論匯總网站爛番茄汇总的13篇评论文章，92%的评论家给予该作正面评价，平均打分为8.20分（满分10分）。
《IGN》的海倫·奧哈拉給該集9分（滿分10分）的“驚人”評價並稱讚：“該集充滿推動力、戲劇性和後果，為本季大結局做好了所有準備。”《漫画书资源网》的凱蒂·多爾（Katie Doll）和《Collider》的卡莉·萊恩（Carly Lane）都給該集8分（滿分10分）的評價，前者除了描述其為“一部精彩的電視作品”外，更強調拉里斯的角色發展和奧斯卡的人物塑造是該集的突出元素。《影音俱樂部》的凱莉·德雷（Kayleigh Dray）給該集評分為“A”，而《IndieWire》的普羅瑪·科斯拉（Proma Khosla）則給該集評分為“B”並讚揚賈瓦迪的配樂、徹恩朱爾的攝影以及視覺效果。《印度斯坦时报》的桑塔努·達斯（Santanu Das）也同意科斯拉的觀點並讚揚了配樂和攝影。
《Den of Geek》的大衛·克勞（David Crow）、《Screen Rant》的詹姆斯·亨特（James Hunt）和《TV Fanatic》的海莉·惠特米爾·懷特（Haley Whitmire White）都給該集四顆星的評價（滿分五顆星）。亨特認為該集是“本季最強大的劇集之一，為快到的季末提供了一種動力感”，並讚揚戴蒙與河間地貴族之間故事的結果。《GamesRadar+》的莫莉·愛德華茲（Molly Edwards）給該集三顆半星的評價（滿分五顆星）並總結說：“雖然不像傳統的倒數第二集那樣具有爆炸性，但該集確實以其殘酷的巨龍行為帶來了血與火，並為史詩般的結局奠定基礎。”
影評人稱讚演員的演出，尤其是達西、庫克、科利特和巴恩斯。《Screen Rant》的亨特和《影音俱樂部》的德雷都稱達西的演出“非常出色”，亨特還指出：“科利特也必須受到很多讚揚，他在飾演小傑時有最好的演出。”《GamesRadar+》的愛德華茲談到庫克時形容她“非常擅長巧妙地描繪亞莉森深埋的痛苦”。馴服沃米索爾和銀翼的故事情節以及他們與烏爾夫和修夫的場景獲得影評人的高度讚揚，《Collider》的萊恩更稱其為“該劇迄今為止最出色的場景之一”。此外，該集最後的鏡頭也獲得多位影評人的好評。

## 外部連結
- 互联网电影数据库上流血播種的资料（英文）
- 《流血播種》（页面存档备份，存于）在HBO
- 爛番茄上《流血播種》的資料（英文）